# Corvite
Corvite ist ein Ort und eine ehemalige Gemeinde (Freguesia) im Norden Portugals.
Corvite gehört zum Kreis Guimarães im Distrikt Braga. Die Gemeinde hatte eine Fläche von 1,85 km² und 884 Einwohner (Stand 30. Juni 2011). Die Gemeinde ist überwiegend städtisch geprägt. Sie wurde am 1. Juli 2003 von der Gemeinde Ponte getrennt und am 1. Januar 2004 offiziell zur Gemeinde erklärt.
Am 29. September 2013 wurden die Gemeinden Corvite und Prazins (Santo Tirso) zur neuen Gemeinde União das Freguesias de Prazins Santo Tirso e Corvite zusammengeschlossen.